# Vlasec
Vlasec je umělé vlákno používané k lovu ryb. Je základní součástí rybářské udice, umožňuje zásek a následné zdolání ryby.

## Materiály
Moderní vlasce se vyrábějí především z nylonu, polyethylenu a dalších polymerů. Nejčastěji jde o monofilamenty, tedy jednoduchá vlákna. V poslední době se však začínají prosazovat i tzv. splétané šňůry. Ty jsou při stejném průměru pevnější, zato méně pružné.

## Parametry

### Průměr
Udává se v milimetrech, mezi rybářskou veřejností se však běžně označují průměrem v setinách milimetru (například „patnáctka“ znamená vlasec o průměru 0,15 mm). Průměr vlasců běžně dostupných na trhu se pohybuje od 0,06 do 0,70 mm, odstupňované bývají po 0,02 mm. Větší průměry se používají zejména při mořském rybolovu.

### Pevnost v tahu
Pevnost vlasců se udává v kilogramech nebo librách. Moderní vlasec o průměru 0,15 mm má pevnost okolo 2 kg.

### Délka
Vlasce se prodávají v cívkách nejčastěji po 100, 200 nebo 500 metrech. Vyrábějí se ovšem i speciální vlasce určené pro výrobu návazců, a to v kratších délkách, například 30 m.